# Vicksburg
Vicksburg er en by i Warren County, Mississippi 32°20′10″N, 90°52′31″W. Den ligger 377 km nordvest for New Orleans og 65 km vest for Jackson, hovedstaden i staten Mississippi, dér hvor Yazoo-floden løber ud i Mississippi-floden.
Vicksburg er en ret lille by. Ved folketællingen i år 2000 havde den 26.407 indbyggere. Byen er kendt for sin rolle under den amerikanske borgerkrig hvor byen var centrum for Vicksburg kampagnen. 
Byen blev grundlagt i 1826 og blev opkaldt efter ’’Newitt Vick’’, en metodistpræst, som var militærnægter under uafhængighedskrigen i 1776. 
Byen ligger på en lerbanke syd for et stort sumpområde. Det var derfor et oplagt sted at lægge en fæstning, som kunne kontrollere sejladsen på Mississippi floden. 
I foråret 1862 blev New Orleans indtaget af Unionens tropper, hvilket lukkede Mississippi for sejlads for Sydstaterne. Floden var imidlertid også lukket for Unionen, hvilket ikke mindst skyldtes fæstningen i og omkring Vicksburg.
I løbet af 1862 trængte Unionens tropper sydpå langs Mississippi til sumpene nord for byen, men kunne ikke bryde igennem. I løbet af vinteren forsøgte Unionens styrker alt muligt, men uden held. 
I løbet af godt to måneder frem til den 4. juli 1863 lykkedes det dog general Ulysses S. Grant og hans hær at afskære, omringe og belejre Vicksburg gennem Vicksburg kampagnen.
Byen overgav sig på uafhængighedsdagen den 4. juli, og indtil 1944 blev der ikke fejret noget på denne dag i Vicksburg.
32°21′09″N 90°52′39″V / 32.3525°N 90.8775°V